# Лабораторія Лінкольна
Лабораторія Лінкольна (англ. MIT Lincoln Laboratory) — науково-дослідна установа Міністерства оборони США в структурі Массачусетського технологічного інституту, яка проводить дослідження і розробку в галузі національної оборони і безпеки.

## Історія
Була створена в 1951 році на базі університетського підрозділу, який займався розробками в області радіолокації. Першим завданням лабораторії стала участь в розробці елементів першої національної системи ППО (SAGE). В ході реалізації проекту SAGE була створена теорія системного підходу до розвитку складних і великомасштабних систем.
У 1958 при Лабораторії була створена спеціальна некомерційна компанія «MITRE Corporation» для ефективної організації контрактних досліджень в області розробок і управління великими ракетними комплексами. Пізніше Лабораторія зіграла ключову роль в створенні і розвитку основних вдосконалених комп'ютерних систем в Інтернет — IMP, TCP/IP і RSA.
Лабораторія займається розробками в області сенсорів, інформатики (обробка сигналів і вбудовані обчислення), інтегрованого мультиспектрального зондування, систем підтримки прийняття рішень (штучний інтелект), а також дослідження в галузі електроніки. Тематика досліджень включає проекти в області протиповітряної і протиракетної оборони, дистанційного зондування землі, тактичних систем, хіміко-біологічного захисту, зв'язку і інформаційних технологій.